# Tanysiptera hydrocharis
Tanysiptera hydrocharis е вид птица от семейство Alcedinidae.

## Разпространение
Видът е разпространен в Индонезия и Папуа Нова Гвинея.